# سیارک ۸۸۵۵
سیارک ۸۸۵۵ (به انگلیسی: 8855 Miwa، نامگذاری:1991JL) هشت هزار و هشتصد و پنجاه و پنجمین سیارک کشف شده‌است که در ۳ مه ۱۹۹۱ کشف شد.
قدر مطلق سیارک برابر ۱۵٫۰۰ است.